# Tabanus pertinens
Tabanus pertinens är en tvåvingeart som beskrevs av Austen 1912. Tabanus pertinens ingår i släktet Tabanus och familjen bromsar. Inga underarter finns listade i Catalogue of Life.